# 한국의 양서류
다음은 한국의 양서류에 관한 문서이다.
* 표시는 북조선 지역에만 분포하는 종.

## 유미목(도롱뇽)
- 도롱뇽과
  - 도롱뇽(Hynobius leechii)
  - 고리도롱뇽(Hynobius yangi)
  - 제주도롱뇽(Hynobius quelpaertensis)
  - 꼬마도롱뇽(Hynobius unisacculus)
  - 거제도롱뇽(Hynobius geojeensis)
  - 남방도롱뇽(Hynobius notialis)
  - 숨은의령도롱뇽(Hynobius perplicatus)
  - 한국꼬리치레도롱뇽(Onychodactylus koreanus)
  - 양산꼬리치레도롱뇽(Onychodactylus sillanus)
  - 네발가락도롱뇽(Salamandrella keyserlingii)*
- 미주도롱뇽과
  - 이끼도롱뇽(Karsenia koreana)

## 무미목(개구리 및 두꺼비)
- 무당개구리과
  - 무당개구리(Bombina orientalis)
- 두꺼비과
  - 두꺼비(Bufo gargarizans)
  - 물두꺼비(Bufo stejnegeri)
  - 작은두꺼비(Bufo raddei)*
- 청개구리과
  - 청개구리(Hyla japonica)
  - 수원청개구리(Hyla suweonensis)
  - 노랑배청개구리(Hyla flaviventris)
- 맹꽁이과
  - 맹꽁이(Kaloula borealis)
- 개구리과
  - 한국산개구리(Rana coreana)
  - 아무르산개구리(Rana amurensis)*
  - 큰산개구리(Rana uenoi)
  - 북방산개구리(Rana dybowskii)*
  - 계곡산개구리(Rana huanrenensis)
  - 참개구리(Rana  nigromaculata)
  - 금개구리(Rana chosenica)
  - 옴개구리(Rana  rugosa)
  - 황소개구리(Rana  catesbeiana)

## 같이 보기
- 한국의 포유동물
- 한국의 파충류